# Henny Youngman
Henry "Henny" Youngman (Liverpool, 16 de março de 1906 — Flushing, 24 de fevereiro de 1998) foi um violinista e comediante estadunidense.